# Max Tau
Max Tau, né le 19 janvier 1897 à Beuthen en Silésie et mort le 13 mars 1976 à Oslo en Norvège est un écrivain, éditeur germano-norvégien.

## Biographie
Max Tau étudie la littérature, l'histoire de l'art, la philosophie, la psychologie et l'allemand à Berlin, Hambourg et Kiel. En 1928, Max Tau obtient son doctorat à l'Université de Kiel, soutenant une thèse sur l'écrivain allemand Theodor Fontane 
sur le "facteur associatif dans la représentation des paysages et des lieux par Theodor Fontane".
Il devient rédacteur en chef de la maison d'édition Bruno Cassirer à Berlin. Il découvre et promeut, par exemple, Walter Bauer, Marie Luise Kaschnitz et Wolfgang Koeppen. Il fait connaître l'écrivain tchèque Karel Čapek en Allemagne et a également promu la littérature norvégienne contemporaine, notamment Olav Duun, Johan Falkberget, Sigrid Undset, Tarjei Vesaas et Herman Wildenvey. Il est également éditeur des œuvres complètes de Hermann Stehr, nommé plusieurs fois Prix Nobel de littérature.
Entre 1929 et 1933, Max Tau présente régulièrement des programmes littéraires à la radio. En 1935, il est expulsé de la Chambre de la littérature du Reich. En 1938, il s'enfuit à Oslo, où il travaille comme rédacteur chez l'éditeur Johan Grundt Tanum Verlag jusqu'au début de l'occupation allemande.
En 1942, il s'enfuit en Suède. À Stockholm, il est cofondateur de la nouvelle maison d'édition, qui promeut la littérature allemande moderne, notamment Lion Feuchtwanger, Heinrich Mann, Alfred Neumann et Arnold Zweig. Il y rencontre également Tove Filseth, la représentante norvégienne de Nansenhilfe, association fondée par Odd Nansen qui aide la communauté juive. Ils se marient en 1944. La même année, il obtient la citoyenneté norvégienne par le gouvernement norvégien en exil.
En 1945, il retourne à Oslo et continue à travailler comme éditeur à Tanum et à partir de 1957 à la maison d'édition d'Aschehoug jusqu'à la fin de sa vie.
Malgré la persécution personnelle et le meurtre de proches parents par les Nazis, Max Tau fait campagne pour une entente avec l'Allemagne immédiatement après la guerre et aide à populariser la littérature allemande d'après-guerre dans toute la Scandinavie.
Pour la première fois, il écrit ses propres romans et notes autobiographiques. La réconciliation des juifs et des chrétiens, la paix entre les nations, mais aussi entre les générations, ont fait l'objet de nombreuses conférences, essais, livres et lettres. Max Tau était ami avec Albert Schweitzer, Trygve Gulbranssen et Níkos Kazantzákis.
En 1956, il fonde une "Bibliothèque de la paix" en coopération avec des éditeurs internationaux et en 1960 l'Association germano-norvégienne à Oslo.

## Honneurs et distinctions
Max Tau a été honoré de nombreux prix, dont le Prix de la paix des libraires allemands, qu'il fut le premier à recevoir en 1950, la citoyenneté d'honneur de l'université de Kiel en 1965, le Prix Nelly-Sachs de la ville de Dortmund en 1965, le Schlesierschild de Silésie en 1965, l'anneau de Lessing Ring dans le cadre du Prix de littérature et de culture de la Loge maçonnique allemands en 1966, la Grande Croix Ordre du Mérite de la République fédérale d'Allemagne en 1957 avec étoile (1967) et le Prix Sonning au Danemark en 1970. En 1972, il a reçu l'Ordre de Saint-Olaf pour ses services en Norvège.
Les archives répertoriées de Max Tau sont situées dans le département des manuscrits de la bibliothèque de la ville et de l'État de Dortmund.

## Sources
1. ↑  Lexique biographique allemand
2. ↑  Lexique biographique norvégien
3. ↑  Bibliographie de la Bibliothèque nationale allemande
4. ↑  Prix et distinctions de Max Tau